# Buková u Příbramě
Buková u Příbramě – wieś i gmina w Czechach, w powiecie Przybram, w kraju środkowoczeskim. 1 stycznia 2014 liczyła 339 mieszkańców.